# Mark Gundelach
Mark Gundelach (født 7. januar 1992) er en dansk professionel fodboldspiller, der i øjeblikket spiller for Fremad Amager. 
Han har også fået spilletid på det danske U-17 og U-18 landshold. Han kan spille højre og venstreback plus def. midtbanespiller og centerback.